# شيريل بينارد
شيريل بينارد (من مواليد 1953) كاتبة وروائية أمريكية نمساوية وعالمة سياسية واجتماعية، وهي زوجة زلماي خليل زاد سفير الولايات المتحدة السابق لدى الأمم المتحدة وأفغانستان والعراق.

## حياتها
عملت بينارد كممثلة في الأفلام الألمانية عندما كانت طفلة. حصلت لاحقًا على درجة البكالوريوس من الجامعة الأمريكية في بيروت وحصلت على درجة الدكتوراه من جامعة فيينا. درست العلوم السياسية في جامعة فيينا. وفي وقت لاحق، عملت كمديرة أبحاث في معهد بولتزمان للسياسة وهو مركز أبحاث أوروبي.
تشغل بينارد حاليًا منصب رئيس التحالف الدولي لاستعادة التراث الثقافي، وهي منظمة بحثية غير ربحية مقرها واشنطن العاصمة مكرسة لدعم النشاط الثقافي وتحديدًا في حالات ما بعد الصراع.

## الجدل
تم تجميد الحساب البنكي النمساوي لبينارد في فبراير 2014 كجزء من التحقيق في مزاعم غسيل الأموال من قبل زوجها المسؤول الأمريكي السابق زلماي خليل زاد. تمت تبرئة بينارد وخليل زاد لاحقًا من قبل نظام المحاكم النمساوية والسلطات الأمريكية، وتبين أن تجميد حساباتها كان غير قانوني. قبل الإعلان عن قرار المحكمة، تم تسريب معلومات حول التحقيق إلى الصحافة، يُزعم أن هذا التسريب حدث نتيجة التخلص من وثائق المحكمة في سلة المهملات العامة حيث عثر عليها بعض المدونين.

## روابط خارجية
- شيريل بينارد على موقع IMDb (الإنجليزية)
- شيريل بينارد على موقع قاعدة بيانات الفيلم (الإنجليزية)
- شيريل بينارد على موقع كينوبويسك (الروسية)